# Banksia calophylla
Banksia calophylla är en tvåhjärtbladig växtart som först beskrevs av Robert Brown, och fick sitt nu gällande namn av A.R.Mast & K.R.Thiele. Banksia calophylla ingår i släktet Banksia och familjen Proteaceae. Inga underarter finns listade i Catalogue of Life.